# Guillaume Évrard (prédicateur)
Pour l’article homonyme, voir Guillaume Évrard.
Guillaume Évrard était l'un des juges au procès de Jeanne d'Arc,.

## Au cinéma
- La Passion de Jeanne d'Arc (1928) de Carl Theodor Dreyer. Rôle joué par Jean d'Yd.
- Jeanne (2019) de Bruno Dumont. Rôle joué par le chanteur Christophe.